# Gare de Thury-Harcourt
Gare de Thury-Harcourt vasútállomás Franciaországban, Thury-Harcourt településen.

## Vasútvonalak
Az állomást az alábbi vasútvonalak érintik:
- Cean–Cerisy-Belle-Étoile-vasútvonal

## Kapcsolódó állomások
A vasútállomáshoz az alábbi állomások vannak a legközelebb: